# Best Water Technology
BWT (BWT Holding GmbH) — австрийская компания со штаб-квартирой в Мондзее. Название компании представляет собой сокращение по первым буквам фразы Best Water Technology. BWT является производителем систем водоподготовки и, по собственным данным, ведущей европейской группой по технологиям обработки воды.

## Производства и дочерние компании
Компания располагает четырьмя основными производственными площадками в Мондзее (Австрия), Шрисхайм (Германия), Париже (Франция), Эш (Швейцария), многочисленными дочерними компаниями и глобальной дистрибьюторской сетью.

## История
История компании BWT началась в 1823 году, когда она была основана Иоганном Адамом Бенкизером как немецкое предприятие Benckiser Wassertechnik. После нескольких продаж и слияний, в 1990 году, в результате «менеджерского выкупа», владельцем компании стал Андреас Вайсенбахер. В 1992 году компания была зарегистрирована на Венской фондовой бирже. В декабре 2018 года BWT объединилась с крупнейшим на Украине производителем фильтров для воды.

## Продукты
BWT предоставляет следующую продукцию и оказывает следующие услуги:
- Питьевая вода
- Фармацевтическая техническая вода (чистая вода, сверхчистая вода, вода для инъекций (ВДИ), чистый пар, системы распределения воды). Головной офис фармацевтического подразделения находится в Германии, недалеко от Штутгарта. Это подразделение известно как BWT Pharma & Biotech. Оно поставляет свои системы крупнейшим мировым фармацевтическим компаниям.
- опресненная морская вода;
- мембраны топливных элементов;
- промышленная вода;
- вода для отелей и ресторанов;
- теплофикационная вода;
- котловая и охлаждающая вода;
- вода для систем кондиционирования воздуха;
- вода для бассейнов;
- роботы-пылесосы для бассейнов.

Ассортимент продукции охватывает весь спектр технологий водоподготовки. Он включает в себя фильтрацию, ионообменные системы фильтрующих сред для деминерализации, альтернативную защиту от накипи, умягчение воды, декарбонизацию, дезинфекцию (УФ, озон, диоксид хлора и т. д.), технологию дозирования, мембранную технологию микрофильтрации, ультрафильтрацию и нанофильтрацию, обратный осмос), генераторы чистого пара, дистилляцию чистой воды, УФ-системы, генераторы озона, ионообменные мембраны, электролиз, электродиализ, электродеионизацию, генераторы диоксида хлора и дозирующие насосы. BWT также входит в новую сферу деятельности по разработке мембран для топливных элементов и батарей.

## Награды и призы
Фильтр для питьевой воды с использованием запатентованной технологии Mg 2+ получил Национальную премию за инновации в Верхней Австрии в 2011 году Технология, разработанная BWT, обогащает водопроводную воду магнием в процессе фильтрации, при этом удаляя любые посторонние элементы, например, кальций, тяжелые металлы и вещества, подавляющие вкус (например, хлор).
В 2011 году серия больших умягчителей воды Rondomat Duo S (большие умягчители воды устанавливаются в зданиях, коммерческих помещениях и промышленных предприятиях для предотвращения образования отложений накипи и связанного с этим повреждения водопроводной сети, а также любых приборов и систем, подключенных к ней) выиграла австрийскую национальную премию за дизайн в категории товаров промышленного назначения, которая присуждается Федеральным министерством экономики семьи и молодежи (нем.: Bundesministerium für Wirtschaft, Familie und Jugend).
Продукция BWT в области технологий очистки воды для частных домов дважды была удостоена награды Plus X. В 2012 году система умягчения воды AQA perla была признана «Лучшим продуктом 2013 года», а фильтр E1 Single Lever (фильтр для питьевой воды, предотвращающий попадание посторонних частиц и загрязняющих веществ в бытовую систему через трубопроводную сеть) получил такую же награду в 2013 году.
В 2014 году фильтр-кувшин BWT Gourmet 'black penguin' был удостоен награды Red Dot Design Award и теперь отмечен знаменитым красным знаком качества в категории «Дизайн продукта 2014».

## Спонсорство
С BWT заключен целый ряд спонсорских соглашений с различными гоночными командами, такими как Mücke Motorsport в DTM, ADAC-GT Masters и Formula 4, а также Walter Lechner Racing в известных гонках Porsche Carrera Cup Germany и Porsche Supercup. С 2017 года компания BWT передала свои розовые корпоративные цвета команде Racing Point. С сезона 2022 года являются титульным спонсором команды Alpine.

## Дополнительные ссылки
- bwt-group.com — официальный сайт Best Water Technology